# Le pendu
Le pendu er en fransk stumfilm fra 1906 af Louis J. Gasnier.